# Hebrew Bible: A Critical Edition
Hebrew Bible: A Critical Edition, w skrócie HBCE, wcześniej znane jako Oxford Hebrew Bible – współczesny projekt (w trakcie przygotowania przez Oxford University Press) wydania krytycznego Biblii hebrajskiej.
Projekt w założeniu różni się całkowicie od poprzednich BHK, BHS, czy aktualnych BHQ, HUB, ponieważ dzieło to ma stosować tekst eklektyczny (zamiast tzw. wydania „dyplomatycznego”, tzn. na bazie jednego konkretnego manuskryptu), stając się tym samym pierwszą editio critica maior. Głównym redaktorem tego projektu jest Ronald Hendel z Uniwersytetu Berkeley.
Do tej pory zaprezentowane zostały próbne fragmenty Księgi Rodzaju, Kapłańskiej, Powtórzonego Prawa, 1 i 2 Królewskiej, Jeremiasza, Ezechiela oraz Przysłów.